# Cantone di Vimy
Il Cantone di Vimy era una divisione amministrativa dell'arrondissement di Arras.
È stato soppresso a seguito della riforma complessiva dei cantoni del 2014, che è entrata in vigore con le elezioni dipartimentali del 2015.
Comprendeva i comuni di:
- Ablain-Saint-Nazaire
- Acheville
- Arleux-en-Gohelle
- Bailleul-Sir-Berthoult
- Bois-Bernard
- Carency
- Farbus
- Fresnoy-en-Gohelle
- Gavrelle
- Givenchy-en-Gohelle
- Izel-lès-Équerchin
- Neuville-Saint-Vaast
- Neuvireuil
- Oppy
- Quiéry-la-Motte
- Souchez
- Thélus
- Villers-au-Bois
- Vimy
- Willerval